# 7. armada (Wehrmacht)
Za druge 7. armade glejte 7. armada.
7. armada (izvirno nemško 7. Armee) je bila armada v sestavi Heera (Wehrmacht) med drugo svetovno vojno.

## Vojna služba
| Datum                       | Nadrejeno poveljstvo    | Področje (vir) |
| september 1939 - julij 1940 | Armadna skupina C       | Zahod          |
| julij - september 1940      | Armadna skupina B       | Zahod          |
| september - november 1940   | Armadna skupina C       | Zahod          |
| november 1940 - maj 1944    | Armadna skupina D       | Zahod          |
| maj 1944 - april 1945       | Armadna skupina B       | Zahod          |
| april 1945                  | Armadna skupina G       | Zahod          |
| maj 1945                    | Armadna skupina Sredina | Zahod          |

## Organizacija
9. september 1939
- Korps Oberrhein
- 78. pehotna divizija
- 212. pehotna divizija
- 215. pehotna divizija

10. maj 1940
- XXXIII. Armeekorps
- XXV. Armeekorps

3. julij 1940
- I. Armeekorps
- VIII. Armeekorps
- XXXI. Höheres Kommando

30. april 1941
- XXV. Armeekorps
- LIX. Höheres Kommando
- XXXI. Höheres Kommando

18. januar 1942
- XXV. Armeekorps
- XXXI. Höheres Kommando
- 22. tankovska divizija

11. marec 1942
- XXV. Armeekorps
- XXXI. Höheres Kommando

15. april 1942
- XXXV. Armeekorps
- XXXI. Höheres Kommando

17. junij 1942
- XXV. Armeekorps
- LXXXIV. Armeekorps

14. september 1942
- XXV. Armeekorps
- LXXXIV. Armeekorps
- SS-Panzerkorps

16. november 1942
- XXV. Armeekorps
- LXXXIV. Armeekorps
- LXXXVII. Armeekorps

10. december 1942
- XXV. Armeekorps
- LXXXIV. Armeekorps
- LXXXVII. Armeekorps
- SS-Division »Das Reich«

15. junij 1944
- LXXXIV. Armeekorps
- LXXXVII. Armeekorps
- I. SS-Panzerkorps

21. junij 1944
- Kampfgruppe von Schlieben
- LXXXIV. Armeekorps
- LXXXVII. Armeekorps
- II. Fallschirmkorps
- XXXXVII. Panzerkorps
- I. SS-Panzerkorps

19. februar 1945
- LXXX. Armeekorps
- XIII. Armeekorps
- LIII. Armeekorps

7. maj 1945
- XII. Armeekorps
- XIII. Armeekorps

## Poveljstvo
Poveljnik
- Generalpolkovnik Friedrich Dollmann (25. oktober 1939 - 28. junij 1944)
- SS-Oberstgruppenführer Paul Hausser (29. junij 1944 - 23. avgust 1944)
- General tankovskih enot Hans Freiherr von Funck (23. avgust 1944 - 24. avgust 1944)
- General tankovskih enot Heinrich Eberbach (24. avgust 1944 - 30. avgust 1944)
- General tankovskih enot Erich Brandenberger (30. avgust 1944 - 20. februar 1945)
- General pehote Hans-Gustav Felber (22. februar 1945 - 25. marec 1945)
- General pehote Hans von Obstfelder (25. marec 1945 - 8. maj 1945)